# 4023-as busz
A 4023-as jelzésű autóbuszvonal Mezőkövesd és környékének egyik regionális járata, melyet a Volánbusz Zrt. lát el Mezőkövesd és Bükkzsérc között, Cserépfalu érintésével.

## Közlekedése

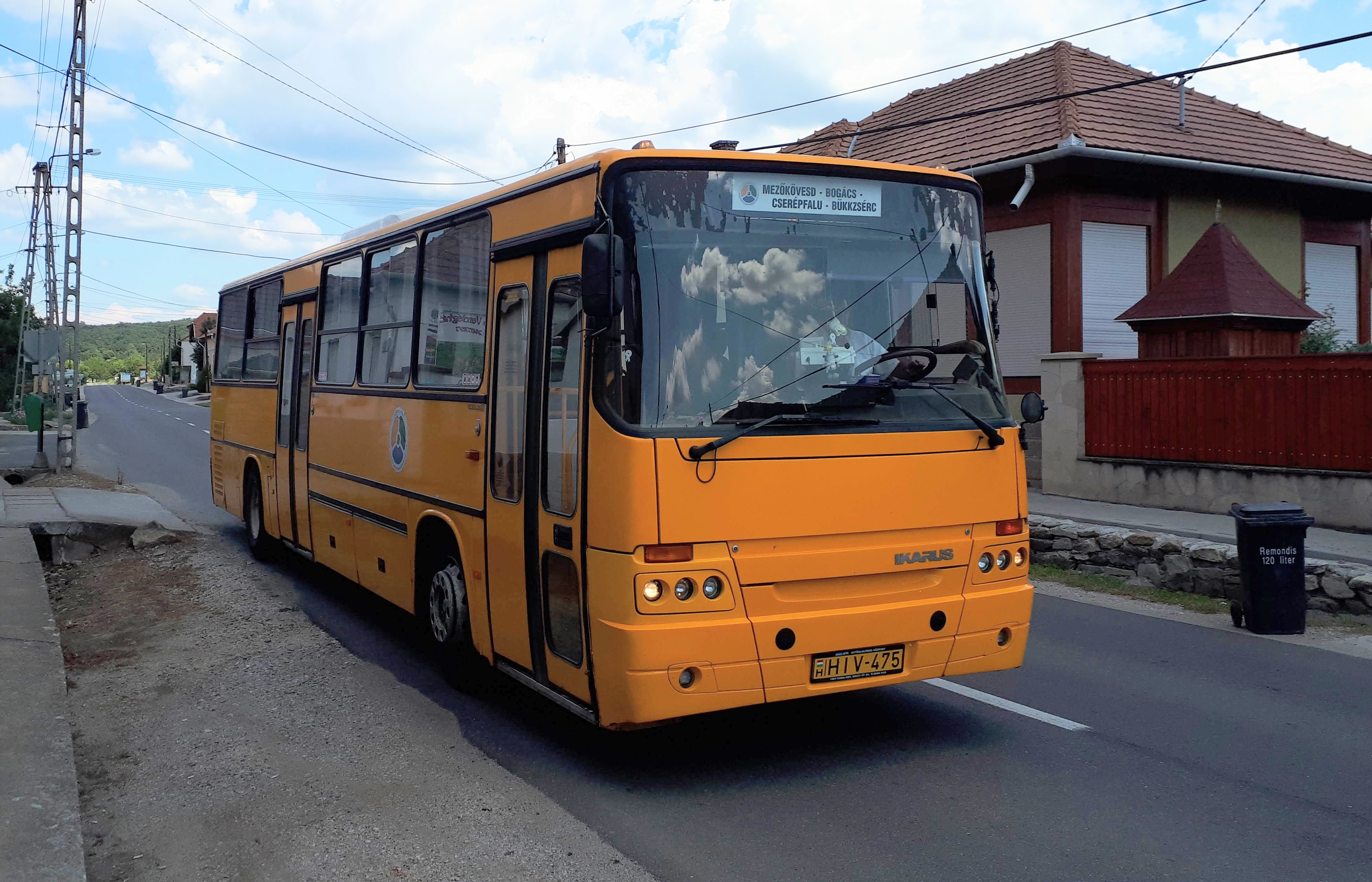
A vonalon vegyesen fordulnak elő friss beszerzésű Credo Econell 12ek és régebbi Ikarus C56-ok; a képen utóbbi látható Bogácson

A járat a Borsod-Abaúj-Zemplén vármegyei Mezőkövesdi járás székhelyéről, Mezőkövesdről indul, végállomása a Bükk lábánál fekvő Bükkzsérc. Indításai a város vasútállomása mellett 2023-ban átadott autóbusz-állomásról indulnak, csatlakozva az induló és érkező vonatokhoz, illetve ott végállomásoznak. Mindössze két településen, a fürdőjéről ismert (melyhez pár indítás ki is megy), így jelentős turistaforgalmat vonzó Bogácson, illetve Cserépfalun. Napi indításszáma viszonylag magasnak mondható, főként Ikarus C56-tal, illetve Credo Econell 12 buszokkal utazhatunk rajta.

## Megállóhelyei
| 0  | Mezőkövesd, autóbusz-állomás végállomás | 20 | 1, 2B, 3 1344, 1375, 1377, 1426, 1427, 1447, 1448, 1468 3406, 3416, 3418, 3419, 3749, 4001, 4006, 4007, 4008, 4010, 4014, 4015, 4016, 4017, 4019, 4026, 4030, 4157 IC, személyvonat – Mezőkövesd [80.] |
| 1  | Mezőkövesd, Széchenyi utca              | 19 | 1, 2B, 3 1344, 1375, 1377, 1426, 1427, 1428, 1447, 1448, 1468 3406, 3416, 3418, 3419, 3749, 4001, 4007, 4008, 4009, 4010, 4011, 4014, 4015, 4016, 4017, 4019, 4023, 4026, 4030, 4157                   |
| 2  | Mezőkövesd, SZTK rendelőintézet         | 18 | 1, 2B, 3 1344, 1377, 1426, 1427, 1447, 1448, 1468 3406, 3416, 3418, 3419, 3749, 4001, 4006, 4007, 4008, 4009, 4010, 4011, 4013, 4014, 4015, 4016, 4017, 4019, 4026, 4030, 4157                         |
| 3  | Mezőkövesd, Mátyás király út            | 17 | 1, 2, 2B, 3 1050, 1376, 1377, 1380, 1381 3416, 3746, 3749, 4001, 4006, 4007, 4008, 4009, 4013, 4017, 4018, 4019, 4021, 4022, 4026, 4030                                                                |
| 4  | Mezőkövesd, Szent László tér            | 16 | 5, 5C, 5D, 5E, 5F, 5Y, 6C, 6D, 7, 7A, 8, 8A, 8C 1341, 1375, 1379, 1380, 3416, 3749, 4001, 4005, 4006, 4007, 4008, 4013, 4015, 4017, 4018, 4026, 4030                                                   |
| 5  | Mezőkövesd, gimnázium                   | 15 | 5, 5C, 5D, 5E, 5F, 5Y, 6C, 6D, 7, 7A, 8, 8A, 8C 1341, 1377, 1379, 1380, 1382, 3416, 3749, 4001, 4005, 4006, 4007, 4008, 4017, 4027, 4030                                                               |
| 6  | Mezőkövesd, Bogácsi út 38.              | 14 | 8, 8A, 8C 3416, 3746 |
| 7  | Mezőkövesd, víztározó                   | 13 | 3416 |
| 8  | Bogács, mezőgazdasági telep             | 12 | 3416 |
| 9  | Bogács, alsó                            | 11 | 3416, 3417, 3746 |
| 10 | Bogács, autóbusz-váróterem              | 10 | 3416, 3417, 3746, 4012 |
| 11 | Bogács, gyógyfürdő                      | 9  | 3416, 3417, 3746, 4012 |
| 12 | Bogács, felső                           | 8  | 3417 |
| 13 | Cserépfalu, tiszti lakás                | 7  | 3417 |
| 14 | Cserépfalu, Kossuth utca 44.            | 6  | 3417 |
| 15 | Cserépfalu, autóbusz-váróterem          | 5  | 3417 |
| 16 | Cserépfalu, Kossuth utca 192.           | 4  | 3417 |
| 17 | Hórvölgyi útelágazás                    | 3  | 3417 |
| 18 | Bükkzsérc, József Attila utca 1.        | 2  | 3417 |
| 19 | Bükkzsérc, kultúrház                    | 1  | 3417 |
| 20 | Bükkzsérc, autóbusz-forduló végállomás  | 0  | 3417 |